# Luciano De Crescenzo
Pour les articles homonymes, voir Crescenzo.
Luciano De Crescenzo prononcé : [luˈtʃaːno de kreˈʃentso], né le 18 août 1928 à Naples dans la région de la Campanie en Italie et mort le 18 juillet 2019 à Rome, est un écrivain, réalisateur, scénariste, animateur de télévision et acteur italien.

## Biographie
Luciano De Crescenzo est né à Naples, et est diplômé en ingénierie. Il a travaillé pour IBM Italie jusqu'en 1976, quand il a publié le best-seller Così parlò Bellavista (Ainsi parlait Bellavista), une collection de faits et d'anecdotes sur sa ville natale. Le livre s'est vendu à 600 000 exemplaires en Italie et a été traduit dans de nombreuses langues dont le japonais. En 1980, il a débuté comme acteur dans Il Pap'occhio, sous la direction de Renzo Arbore, en collaboration avec Roberto Benigni.
En 1984, il dirige l'adaptation du film Così parlò Bellavista dans lequel il joue le protagoniste, suivi par Il mistero di Bellavista en 1985. En 1995, il écrit et réalise Croce e delizia, avec comme acteurs Teo Teocoli et Isabella Rossellini.
Dans l'intervalle, il publie une série de livres, des romans et des textes de vulgarisation philosophique.
Luciano De Crescenzo est atteint de prosopagnosie, un trouble de la reconnaissance des visages, une agnosie visuelle spécifique rendant difficile ou impossible l'identification ou la mémorisation des visages humains.
Luciano De Crescenzo est mort le 18 juillet 2019 à l'Hôpital Gemelli de Rome où il était hospitalisé depuis quelques jours à la suite d'une pneumonie.

## Œuvres
- Così parlò Bellavista (1977)
- Raffaele (1978)
- La Napoli di Bellavista (1979)
- Zio Cardellino  (1981)
- Storia della filosofia greca. I presocratici (1983)
- Storia della filosofia greca. Da Socrate in poi (Les Grands philosophes de la Grèce antique : les présocratiques, de Socrate à Plotin) (1984)
- Oi dialogoi (1985)
- Vita di Luciano De Crescenzo scritta da lui medesimo (1989)
- Elena, Elena, amore mio (1991)
- Il dubbio (1992)
- Croce e delizia (1993)
- Socrate (1993)
- I miti degli dei (1993)
- Panta rei (1994)
- Ordine e disordine (1996)
- Nessuno (1997)
- Sembra ieri (1997)
- Il tempo e la felicità (1998)
- Le donne sono diverse (1999)
- La distrazione (2000)
- Tale e quale (2001)
- Storia della filosofia medioevale (2002)
- Storia della filosofia moderna. Da Niccolò Cusano a Galileo Galilei (2003)
- Storia della filosofia moderna. Da Cartesio a Kant (2004)
- I pensieri di Bellavista (2005)
- Il pressappoco (2007)
- Il caffè sospeso. Saggezza quotidiana in piccoli sorsi (2008)
- Ulisse era un Fico (2010)
- Tutti santi me compreso (2011)
- Fosse 'a Madonna! (2012)
- Garibaldi era comunista (2013)
- Gesù è nato a Napoli (2013)
- Ti porterà fortuna. Guida insolita di Napoli (2014)

## Filmographie

### Comme réalisateur
- 1984 : Ainsi parlait Bellavista (Così parlò Bellavista)
- 1985 : Il mistero di Bellavista (it)
- 1987 : 32 dicembre (it)
- 1995 : Croix et Délices (Croce e delizia)

### Comme acteur
- 1990 : Samedi, dimanche et lundi (Sabato, domenica e lunedì) de Lina Wertmüller

### Comme scénariste
- 1978 : Le Pot de vin (La mazetta) de Sergio Corbucci
- 1980 : Il pap'occhio de Renzo Arbore
- 1984 : Ainsi parlait Bellavista (Così parlò Bellavista)
- 1985 : Il mistero di Bellavista (it)
- 1987 : 32 dicembre (it)
- 1995 : Croix et Délices (Croce e delizia)

## Prix et distinctions
- Prix Bancarella en 1984 pour Les Grands philosophes de la Grèce antique : les présocratiques, de Socrate à Plotin.
- Grand prix Annecy Cinéma Italien en 1984 pour Così parlò Bellavista.
- David di Donatello du meilleur réalisateur débutant en 1985 pour Così parlò Bellavista.
- Ruban d'argent du meilleur nouveau réalisateur en 1985 pour Così parlò Bellavista.
- Prix Cimitile 1998 pour Il tempo e la felicità édité par Mondadori[7].